# Glenwood (Illinois)
Pour les articles homonymes, voir Glenwood.
Glenwood est un village situé dans le comté de Cook en proche banlieue de Chicago dans l'État de l'Illinois aux États-Unis.